# Nghê (họ)
Nghê là một họ của người Trung Quốc (chữ Hán: 倪, Bính âm: Ni). Trong danh sách Bách gia tính họ này xếp thứ 71, về mức độ phổ biến, theo thống kê năm 1990 họ này xếp thứ 91 tại Trung Quốc, tuy nhiên theo thống kê năm 2006 thì họ này không còn nằm trong danh sách 100 họ phổ biến nhất.

## Người Trung Quốc họ Nghê nổi tiếng
- Nghê Nhạc Phong, 1964, Tổng Cục trưởng Tổng Cục Hải quan Trung Quốc, cấp Bộ trưởng.
- Nghê Khoan, ngự sử đại phu của Hán Vũ Đế
- Nghê Toản, họa sĩ và học giả nổi tiếng cuối đời nhà Nguyên
- Nghê Điền, họa sĩ thời nhà Thanh
- Nghê Thác Thanh, tín hữu Cơ Đốc Trung Quốc đầu thế kỷ 20
- Nghê Khuông, nhà văn chuyên viết tiểu thuyết võ hiệp của Hồng Kông
- Nghê Mẫn Nhiên, diễn viên Đài Loan
- Nghê Hoa, vận động viên cờ vua Trung Quốc
- Nghê Ni, nữ diễn viên thuộc phái thực lực Trung Quốc